# 辽西丘陵
辽西丘陵是位于中華人民共和國辽宁省西部彰武、北镇、小凌河口一线以西的低山丘陵，主要由努鲁儿虎山、松岭山、医巫閭山等山脉组成，地势自西北向东南倾斜。辽西丘陵海拔300—1000米，面积为423.1万公顷，而且被大凌河、小凌河切割，地形破碎。